# Ji Xinpeng
Ji Xinpeng (en chino: 吉新鹏; Shashi, 30 de diciembre de 1977) es un deportista chino que compitió en bádminton, en la modalidad individual. Participó en los Juegos Olímpicos de Sídney 2000, obteniendo una medalla de oro en la prueba individual.

## Palmarés internacional
| Juegos Olímpicos | Juegos Olímpicos   | Juegos Olímpicos | Juegos Olímpicos |
| Año              | Lugar              | Medalla          | Prueba           |
| ---------------- | ------------------ | ---------------- | ---------------- |
| 2000             | Sídney (Australia) | Medalla de oro   | Individual       |